# Distretto di Piščanka
Il distretto di Piščanka (in ucraino Піщанський район?) era un distretto dell'Ucraina, situato nell'oblast' di Vinnycja. Il suo capoluogo era Piščanka. È stato soppresso con la riforma amministrativa del 2020.